# Гвардейск
Гвардейск (на руски: Гвардейск) е град в Русия, административен център на Гвардейски район, Калининградска област. Населението на града към 1 януари 2018 е 13 227 души.